# Eminovo Selo
Eminovo Selo är ett samhälle i Bosnien och Hercegovina.   Det ligger i entiteten Federationen Bosnien och Hercegovina, i den centrala delen av landet, 90 km väster om huvudstaden Sarajevo. Eminovo Selo ligger 906 meter över havet och antalet invånare är 616.
Terrängen runt Eminovo Selo är kuperad.Närmaste större samhälle är Tomislavgrad, 3,5 km sydost om Eminovo Selo. 
Trakten runt Eminovo Selo består till största delen av jordbruksmark. Runt Eminovo Selo är det ganska tätbefolkat, med 93 invånare per kvadratkilometer.